# جانت بانانا
جانت بانانا یا جنت بانانا (انگلیسی: Janet Banana؛ زادهٔ ۲۸ ژانویهٔ ۱۹۳۸) در متبیلیلند و بیوه اولین رئیس‌جمهور زیمبابوه، کنعان بانانا است که در ۱۹۶۱ میلادی با یکدگر ازدواج کردند. او از این ازدواج، صاحب چهار فرزند شد. او عنوان نخستین بانوی اول زیمبابوه را در سال‌های ۱۹۸۰–۱۹۸۷ داشته‌است. جانت بانانا در اکتبر ۲۰۰۰ بدنبال پناهندگی سیاسی مقیم انگلستان و در ۲۰۰۶ میلادی با این درخواست و تابعیت او موافقت شد.